# Natalia Meklin
Natalia Fyodorovna Kravtsova nascida Meklin (em russo:  Наталья Фёдоровна Меклин, em ucraniano:  Наталія Фёдорiвна Меклин; 8 de setembro de 1922 – 5 de junho de 2005) foi uma piloto de bombardeiros russa durante a Segunda Guerra Mundial na formação militar Bruxas da Noite, um dos três regimentos aéreos de mulheres da União Soviética na guerra.

## Prémios e distinções
- Heroína da União Soviética[2]
- Ordem de Lenin
- Três Ordens de Bandeira Vermelha[3][4][5]
- Ordem da Estrela Vermelha[6]
- Duas Ordens da Guerra Patriótica[7]
- Várias medalhas de campanha